# Wall Street
Wall Street è un'arteria viaria di otto isolati nel quartiere Financial District di Downtown Manhattan nella città di New York. Prende il suo nome dalle mura della città ormai da tempo smantellate ed ospita la prima sede permanente della Borsa di New York (la New York Stock Exchange o NYSE). Rappresenta tuttora il centro finanziario per eccellenza degli Stati Uniti e del mondo, tanto che con il termine Wall Street si indica, per metonimia, la sede della borsa valori statunitense.

## Storia
Il nome della strada deriva dal fatto che essa formava il confine settentrionale dell'insediamento di Nuova Amsterdam. Attorno al 1640 delle semplici recinzioni a paletti demarcavano le proprietà della colonia. Più tardi, per interesse della Compagnia Olandese delle Indie Occidentali, Peter Stuyvesant, in parte utilizzando schiavi africani, fece costruire agli olandesi una più robusta palizzata.
Il divieto all'immigrazione ebraica verso l'isola di Manhattan decretato dall'allora governatore Stuyvesant costrinse la comunità ebraica a infiltrare la Compagnia Olandese delle Indie Orientali, la quale aveva acquistato i diritti di sfruttamento dei terreni attorno a Nuova Amsterdam che, qualche anno più tardi, si sarebbe chiamata Nuova York, mettendo di fronte al fatto compiuto il governatore di New York e il governo olandese. Tutte le principali nascenti compagnie di navigazione erano di proprietà ebraica, così come quella Olandese delle Indie Orientali.
Successivamente scoppiò una guerra con gli inglesi, e nel 1653 venne creato un vero e proprio muro di terra e legname alto 3,5 metri e fortificato con palizzate. Il muro, una volta creato, fu rinforzato nel tempo, e impiegato in molteplici occasioni come difesa dagli attacchi di varie tribù indiane, di coloni del New England e degli inglesi. Nel 1685 degli ispettori pianificarono l'estensione di Wall Street lungo le linee della palizzata. Nel 1699 gli inglesi smantellarono il muro. A fine Seicento all'incrocio di Wall Street con Broadway (altra celebre arteria di New York) fu eretta Trinity Church, la parrocchia cittadina più importante della Chiesa anglicana.
Il quartiere di Manhattan divenne il centro degli affari della comunità ebraica che raggiunse un numero considerevole di elementi tutti impegnati in attività speculative, dal prestito ad interesse alla creazione di istituti di credito. Nel 1711 fu istituita a Wall Street la sede del mercato degli schiavi, che vi rimase fino al 1762.

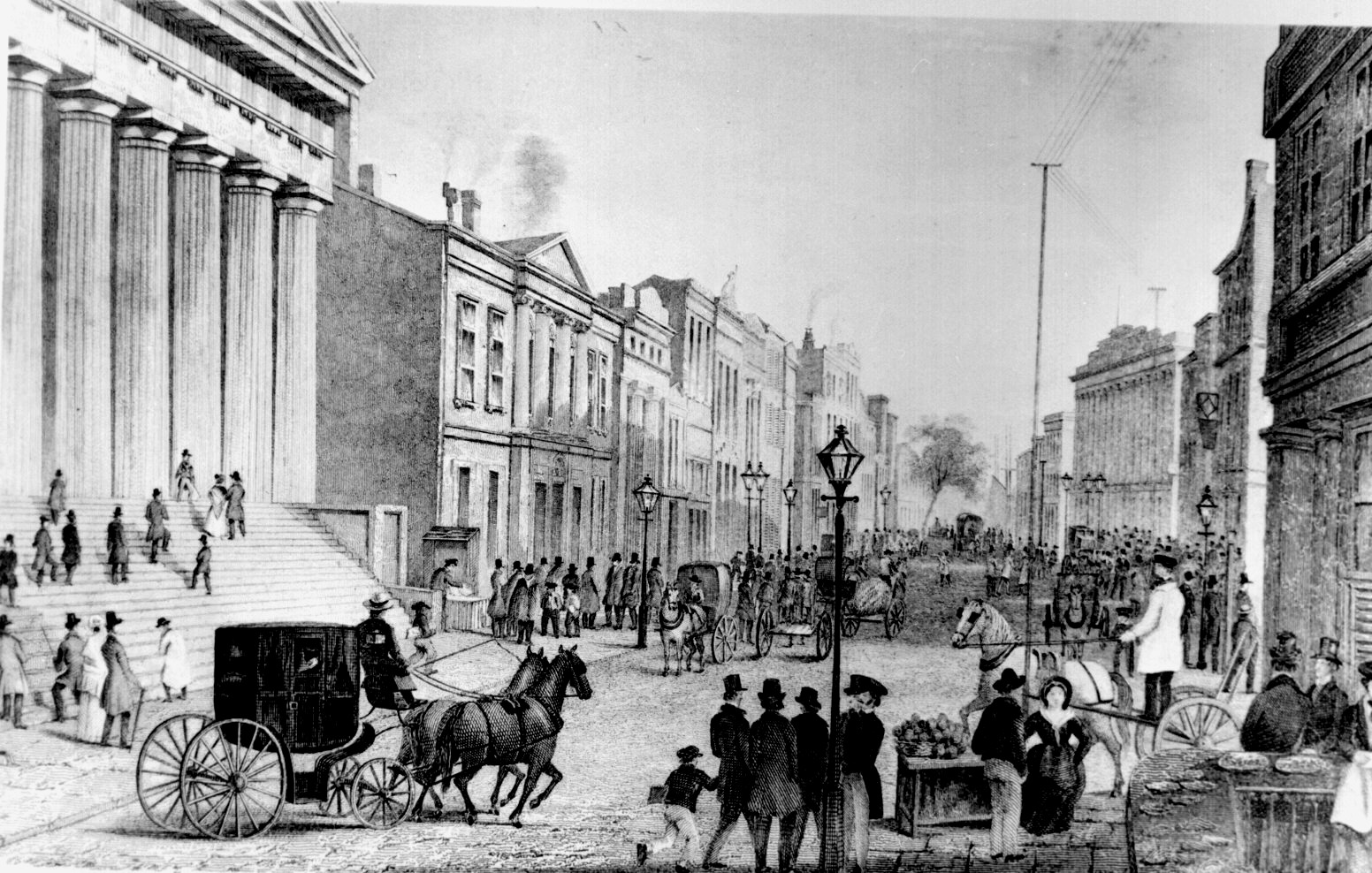
Veduta di Wall Street dall'angolo di Broad Street in un'incisione del 1867. A sinistra si trova l'edificio dell'odierno Federal Hall National Memorial

Nel tardo XVIII secolo c'era un albero di platano americano in fondo a Wall Street, sotto il quale mercanti e speculatori si riunivano informalmente per commerciare. Nel 1792 i commercianti formalizzarono la propria associazione stilando il cosiddetto Buttonwood Agreement. Era l'origine del New York Stock Exchange.
Nel frattempo la Federal Hall di questa strada  aveva ospitato il Congresso degli Stati Uniti d'America e il giuramento di George Washington come primo presidente nel 1789.
Nel 1889 l'originale bollettino giornaliero Customer's Afternoon Letter divenne il The Wall Street Journal ribattezzato con riferimento alla strada, ed è adesso un importante quotidiano finanziario internazionale pubblicato a New York. Per molti anni è stato il quotidiano più diffuso negli Stati Uniti, sebbene adesso sia secondo ad USA Today. È proprietà della Dow Jones & Company.

### Declino e rivitalizzazione
Il Financial District di Manhattan è uno dei più grandi quartieri affaristici negli Stati Uniti, secondo, all'interno di New York, solo a Midtown. Nel tardo XIX e nel primo XX secolo, questa zona di New York era uno dei principali centri di costruzione di grattacieli (rivaleggiata solo da Chicago). Il Financial District, ancora oggi, compone un unico orizzonte a sé nella città di New York, separato, anche se non molto più elevato delle altezze del centro della città che si trova qualche chilometro a nord.
Costruito nel 1914, il numero 23 di Wall Street era conosciuto come la "House of Morgan", e per decenni la sede della banca fu uno dei più importanti indirizzi della finanza americana. A mezzogiorno, il 16 settembre 1920 una bomba esplose di fronte alla banca, uccidendo 38 persone e ferendone 400. Poco prima dell'esplosione un biglietto di avvertimento fu piazzato in una cassetta delle lettere all'angolo di Cedar Street e Broadway. Il biglietto diceva: Ricordate che non avremo più tolleranza. Liberate i prigionieri politici o andrete tutti incontro a morte certa. Combattenti Anarchici Americani. Dell'attentato di Wall Street non fu mai identificato con certezza l'autore o gli autori. Gli investigatori seguirono diverse piste, la più attendibile dirigeva i sospetti sull'anarchico italiano Mario Buda, che si rese irreperibile e poco dopo riuscì a ritornare in Italia, il quale però non fu mai formalmente incriminato.
Il 1929 porta il "Grande Crollo" della borsa, che accompagna la Grande depressione. In quest'epoca, gli sviluppi del quartiere finanziario ristagnano. La costruzione del World Trade Center fu uno dei pochi progetti importanti intrapresi negli ultimi tre quarti del XX secolo e, finanziariamente, non fu un grande successo. Secondo alcuni fu un progetto sostenuto dal governo, costruito dalla Port Authority of New York and New Jersey con l'intenzione di spronare lo sviluppo economico nel centro della città. Tutti gli strumenti necessari per il commercio internazionale erano ospitati in questo complesso. Comunque, all'inizio, molti spazi erano vuoti.
Nondimeno, alcune grandi e importanti aziende acquistarono spazi nel World Trade Center. Inoltre, altre imprese venivano attratte nell'immediato vicinato. In qualche modo, si può dire che il World Trade Center spostò il nucleo del distretto finanziario da Wall Street allo stesso complesso del Trade Center. Quando il World Trade Center fu distrutto nell'attentato dell'11 settembre 2001, lasciò un vuoto architettonico, in quanto nuovi sviluppi a partire dagli anni settanta avevano cominciato a contrapporsi al complesso esteticamente. L'attentato, comunque, contribuì alla perdita degli affari a Wall Street dovuta ad un temporaneo e poi permanente trasferimento in New Jersey e poi un decentramento con stabilimenti trasferiti in città come Chicago e Boston.
La stessa Wall Street e il quartiere finanziario per intero erano affollati di palazzoni di ogni misura. Inoltre, la perdita del World Trade Center aveva spronato lo sviluppo nel quartiere finanziario su una scala che non si vedeva da decenni. Questo in parte a causa degli incentivi sulle tassazioni offerti dal governo e dalle amministrazioni locali per incoraggiare lo sviluppo. La costruzione di un nuovo complesso del World Trade Center, basato sul progetto Memory Foundations di Daniel Liebeskind è uno dei primi passi verso lo sviluppo, e una costruzione è già stata rimpiazzata. L'elemento centrale del progetto è la Freedom Tower, alta 541 metri. Nuovi edifici residenziali stanno già spuntando, e costruzioni prima riservate ad uffici sono state riconvertite in unità residenziali, sempre a seguito degli incentivi sulle tassazioni. Un migliore accesso al quartiere finanziario è progettato con una nuova stazione per i pendolari e nuovi trasporti verso il centro della città centrati in Fulton Street.

## Wall Street oggi

mappa di Wall Street e dintorni

Dire che una società è una "società di Wall Street" oggi non significa necessariamente che l'azienda sia fisicamente locata a Wall Street. Più probabilmente significa che l'azienda ha a che fare con servizi finanziari; tale azienda può anche essere situata altrove. Oggi, gran parte della forza lavoro di Wall Street tende ad essere composta da professionisti nel campo della legge e della finanza alle dipendenze di aziende medio-grandi. Molte delle imprese nelle vicinanze sono aziende locali e catene di negozi che soddisfano i gusti dei professionisti e le necessità della forza lavoro. Molte persone che lavorano nel quartiere finanziario sono pendolari residenti nei sobborghi di Long Island, Connecticut, Pennsylvania, New Jersey e Hudson Valley settentrionale.
La cultura di Wall Street è sempre stata criticata in quanto rigida. È uno stereotipo che dura da decenni e ha le radici nell'attitudine a proteggere i propri interessi dell'istituzione di Wall Street, collegandosi al cosiddetto establishment WASP. Critiche più recenti sono mirate ai problemi strutturali e alla mancanza di volontà di cambiare le abitudini consolidate. L'establishment di Wall Street resiste alla supervisione e alle regole del governo. Allo stesso tempo, New York ha la reputazione di essere una città molto burocratica, il che rende l'entrata nel quartiere molto difficile per gli imprenditori dei ceti medi. Infine, il New York Stock Exchange stesso resta l'ultimo grande baluardo in cui le trattative sono fatte di persona invece che elettronicamente. Non c'è, ironicamente, alcuna necessità per le istituzioni di Wall Street di essere situate nella strada stessa, eccetto forse per il prestigio. Gli scambi si possono fare in tutto il mondo indipendentemente dalla posizione fisica.